# Плейстарх (военачалник)
Плейстарх (на старогръцки: Πλείσταρχος, † сл. 295 г. пр. Хр.) е македонски военачалник по времето на Диадохските войни през края на IV век пр. Хр.
Той е по-малък син на македонския пълководец и регент Антипатър († 319 г. пр. Хр.) и брат на Касандър († 297 г. пр. Хр.), цар на Македония и на Евридика I († сл. 287 г. пр. Хр.), съпругата на фараона на Египет Птолемей I Сотер.
Той служи като военачалник при брат си и през 312 г. пр. Хр. той го прави управител на Халкида, която трябва да защитава от антигонидския военачалник Птолемей, племенникът на Антигон I Монофталм. През четвъртата Диадохска война брат му го изпраща през зимата 302 г. пр. Хр. с войска от 12 000 инфантеристи и 500 конници в Мала Азия за борба против Антигон I Монофталм. Понеже Хелеспонт е затворен от Деметрий I Полиоркет, синът на Антигон, Плейстарх отива към Одесос, за да стигне през Черно море в Хераклея Понтика. Той разделя войската си на три отделения. Само първата част пристига на брега на Мала Азия. Втората част е хваната от флотата на Деметрий и третата, водена от Плейстарх претърпява корабокрушение и голяма част от войската е загубена. Той пристига при съюзниците си Лизимах и Селевк I Никатор. С тях той се бие през 301 г. пр. Хр. победоносно в битката при Ипса против Антигон.
Плейстарх получава територията Киликия и част от Кария, вероятно като негово царство.
През 299 г. пр. Хр. Деметрий I Полиоркет, женен от 320 г. пр. Хр. за сестра му Фила I, пристига в Киликия и постепенно я превзема.
След загубата на Киликия Плейстарх е владетел само в Кария, преди всичко в крайбрежния град Хераклея (лат.: Heraclea ad Latmum), който преименува на „Плейстархея“, където е доказан до 295 г. пр. Хр.